# 高辻麗
高辻 麗（たかつじ うらら、4月9日 - ）は、日本の女性声優、アイドル、女優。デジタル声優アイドルグループ22/7(ナナブンノニジュウニ)の元メンバー。千葉県出身。愛称はれったん。

## 略歴
2016年
- 12月24日 - 応募総数10,325名の中から「デジタルアイドル声優オーディション」に合格し、22/7(ナナブンノニジュウニ)のメンバーとして活動を開始した[3]。

2017年
- 3月4日 - 「名付け親募集」企画にて、芸名が「高辻麗」に決定した[注 1]。
- 5月16日 - 配役決定生電話SHOWROOM配信が行われたがキャラクター8人の声優には選ばれなかった[注 2]。
- 7月22日 - 「”22/7”の日 初ライブイベント」にて、デビューシングルのカップリング曲への参加が発表され、初めて素顔が公開された[4]。
- 9月20日 - 22/7の1stシングル「僕は存在していなかった」でメジャーデビュー[注 3]。

2018年
- 5月18日 - 個人Twitterを開設。
- 9月20日 - デビュー1周年を記念した「22/7 計算中 Special Event」にて、担当キャラクターとして東条悠希（キャラクターデザイン：渡辺明夫）が発表となる[5]。
- 12月1日 - バラエティ番組「22/7 計算中」第21回より東条悠希としての活動を開始した。

2019年
- 5月22日 - 22/7定期公演「ナナニジライブ」#5でソロコーナーを担当し、自身で脚本&演出を手がけた朗読劇を行った[6]。同日、個人Instagramを開設。
- 8月21日 - 4thシングル「何もしてあげられない」で初めてグループの表題曲へ参加。

2020年
- 2月5日 - 体調不良のため休養することが告知された[7]。
- 5月15日 - YouTubeLive『ナナニジROOM 〜enjoy stay home〜』に出演し活動を再開した[8]。

2021年
- 1月21日 - 演劇ユニット爆走おとな小学生の主催する『勇者セイヤンの物語〜ノストラダム男の大予言〜』にて初舞台、初ヒロインを務めた。
- 11月1日 - 22/7としての活動停止と契約解除が発表された[9][10]。

## 人物
アニメ鑑賞を趣味としており、好きなアニメは『プリキュア』、『ひぐらしのなく頃に』、『日常』、『おそ松さん』、『キズナイーバー』、『タッチ』など。
とくに『プリキュア』はシリーズ通しての大ファンで、中でも『スマイルプリキュア!』のキュアビューティに憧れたことが声優を志したきっかけであったという。
乃木坂46の推しは生田絵梨花で、オーディションの最終審査では「何度目の青空か?」を歌った。
歌うことが好きで、とくにボーカロイド楽曲のレパートリーが広い。また、ボーカロイドをはじめVTuber、UTAUなどのバーチャルキャラクターや合成音声への関心が強く、自身もそういった分野へ参加したいと語っている。好きなVtuberは富士葵。
好きなアーティストとして三月のパンタシア、ずっと真夜中でいいのに。、ヨルシカなどを挙げている。
実家では保護猫活動をしており、幼少のころから複数匹の猫とともに育ってきた。猫だけでなく動物全般が好き。
峯田茉優、みあ（三月のパンタシア）、YURiKAなどとは芸能活動初期からの親交がある。

## 出演

### テレビアニメ
- DIVE!!（2017年、女子高生）※うらのねこ名義
- 青春ブタ野郎はバニーガール先輩の夢を見ない（2018年、安濃八重）※うらのねこ名義
- 22/7（2020年、東条悠希）

### ゲーム
- メゾン22/7 ～私たちと一緒に見よう！VRコメンタリー～（本人役）
- 22/7 音楽の時間（東条悠希[19]）

### テレビ番組
- 22/7 計算中（2018年7月7日 - 2019年12月28日・2020年4月4日 - 12月26日・2021年4月3日 - 11月27日 ） - 東条悠希 役
- 22/7 検算中（2021年1月9日 - 3月27日）

### 映画
- ヲタクに恋は難しい（2020年2月7日、東宝） - ミュージカルパート[20]

### 舞台
- 勇者セイヤンの物語～ノストラダム男の大予言～（2021年1月21日 - 24日、東京：オルタナティブシアター[注 4]） - ヒロイン・ソウコ 役[23]
- コトバノコトバ（2021年3月17日 - 21日、シアターサンモール） - クーナ 役[24]
- サイキック学園～青春超能力バトル～（2021年5月12日・14日、スペース・ゼロ） - 日替わりゲスト 役[25]
- 初等教育ロイヤル（2021年7月23日 - 25日、京都：京都劇場[注 5]） - ヒロイン・佐藤さん 役[27]
- アサルトリリィ・御台場女学校編「The Singular Ability」（2021年8月20日 - 29日、紀伊國屋ホール） - 今村紫 役[28]
- 漢のピリオド.〜The Last Stage〜（2021年9月17日 - 19日、CBGKシブゲキ!!） - 山田桜子 役[29]

### ラジオ
- 22/7 割り切れないラジオ（2017年4月23日 - 2018年7月1日、超!A&G+） - 2017年10月パーソナリティ他[30]
- A&G ARTIST ZONE THE CATCH（2018年4月2日 - 2019年3月25日、超!A&G+） - 月曜日レギュラー「22/7のTHE CATCH」[31]
- 22/7 割り切れないラジオ+（2020年7月4日 - 、超!A&G+） - 2021年4月パーソナリティ他[32]

## ディスコグラフィ

### 22/7参加楽曲
「僕は存在していなかった」（2017年9月20日）収録
- 11人が集まった理由

「シャンプーの匂いがした」（2018年4月11日）収録
- やさしい記憶
- 叫ぶしかない青春
- 循環バス

「理解者」（2018年8月22日）収録
- 韋駄天娘
- 不確かな青春
- 未来があるから

「何もしてあげられない」（2019年8月21日）収録
- 何もしてあげられない
- 君はMoon
- とんぼの気持ち
- ロマンスの積み木
- Rain of lies

「ムズイ」（2020年2月26日）収録
- 僕らの環境
- 足を洗え!
- 願いの眼差し

「風は吹いてるか?」（2020年9月30日）収録
- 風は吹いてるか?
- ポニーテールは振り向かせない
- 半チャーハン（晴れた日のベンチ）

「僕が持ってるものなら」（2021年2月24日）収録
- 僕が持ってるものなら
- タチツテトパワー
- 好きと言ったのは噓だ
- 雷鳴のDelay（紅組）

「11という名の永遠の素数」（2021年7月14日）収録
- 空を飛んでみよう
- ヒヤシンス
- To goでよろしく！（晴れた日のベンチ）

「覚醒」（2021年11月24日）収録
- 覚醒

### キャラクターソング
| 発売日        | 商品名                                                           | 歌                                                          | 楽曲                         | 備考                                                             |
| ------------- | ---------------------------------------------------------------- | ----------------------------------------------------------- | ---------------------------- | ---------------------------------------------------------------- |
| 2018年10月3日 | 不可思議のカルテ                                                 | スイートバレット                                            | 「BABY!」                    | テレビアニメ『青春ブタ野郎はバニーガール先輩の夢を見ない』挿入歌 |
| 2020年9月16日 | 「22/7」Blu-ray&DVD Vol.6【完全生産限定版】特典Character Song CD | 神木みかみ（涼花萌）&東条悠希（高辻麗）&柊つぼみ（武田愛奈) | 「神様に指を差された僕たち」 | テレビアニメ『22/7』#13エンディングテーマ                        |